# East Side Access

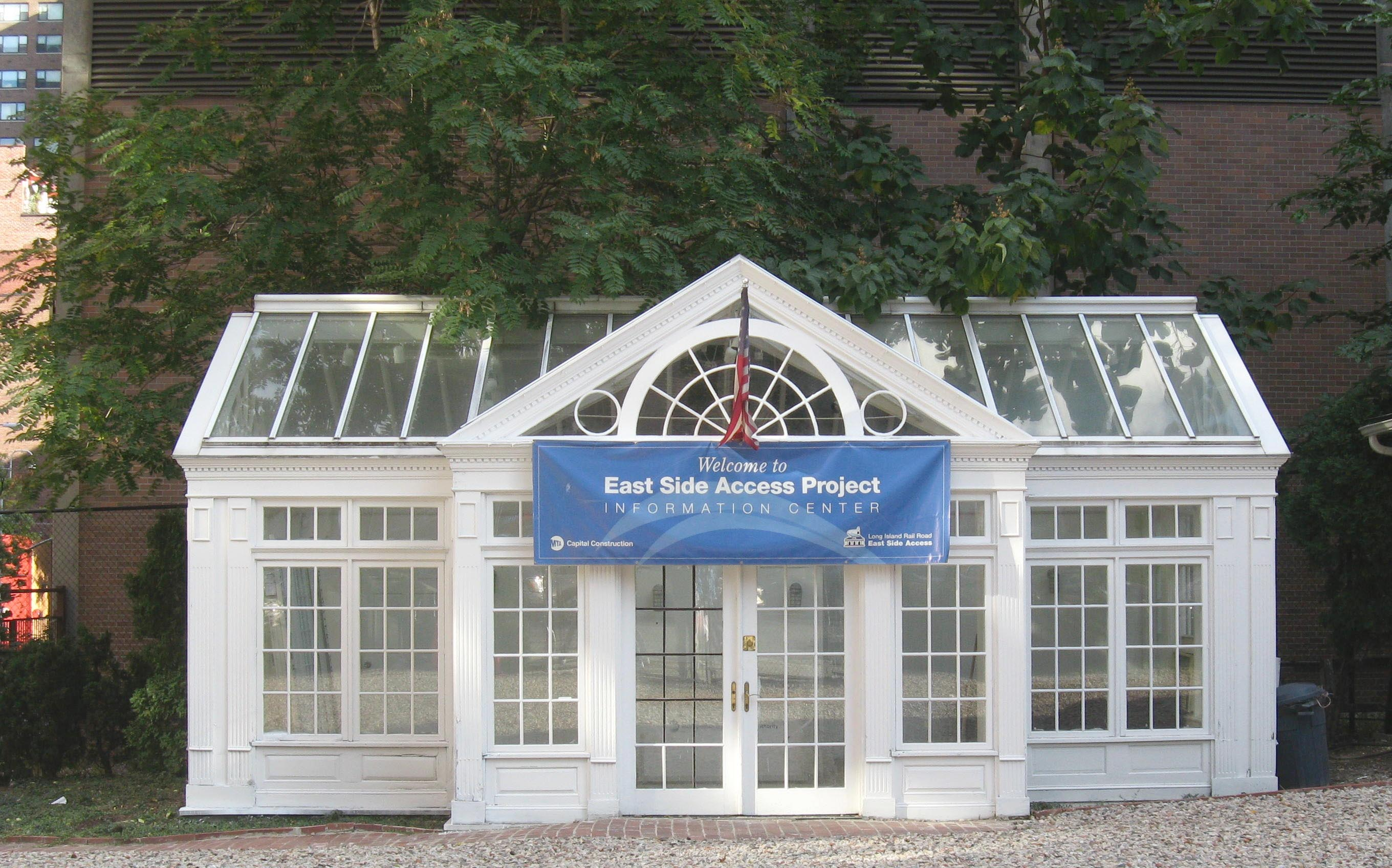
Centre d'information sur le East Side Access.

Le East Side Access est un projet d'infrastructures de transport en commun de la ville de New York développé par la Metropolitan Transportation Authority (MTA) et visant à relier le Long Island Railroad et l'East Side de Manhattan. À cette occasion, une nouvelle gare, Grand Central Madison), située sous la gare de Grand Central, est ouverte le 25 janvier 2023. Cette nouvelle gare possède 8 voies et 4 quais sur deux étages, située 30,5 mètres en dessous du niveau de la rue.

## Historique
C'est en mars 1954 que la New York City Transit Authority (NYCTA) présente une plan de construction de 658 000 000 dollars qui inclut un tunnel pour econd Avenue Subway pour traverser l'East river entre la  76e rue à Manhattan et le quartier d'Astoria dans le Queens et qui rejoindrait ensuite la ligne principale du LIRR. Le tunnel est finalement transféré au niveau de la 63e rue en 1965.